# JEPA電子出版アワード
JEPA電子出版アワード（ジェパでんししゅっぱんアワード：JEPAaward）は、日本の電子出版の普及と技術向上を目的に、日本電子出版協会が電子出版サービスやコンテンツ提供者に授与する賞。電子出版コンテンツの内容ではなく、その仕組みや技術、サービスに対して与えられる賞である。

## 概要
2007年7月、日本の電子出版の普及と技術の向上を目的として開始された。当初は、7月の東京国際ブックフェア会場で授賞式を行っていたが、2009年からは年末に開催し、その年の電子出版トレンドが判るイベントとなっている。2013年から2015年は電子出版関連メディア「hon.jp」、「文化通信」、「Internet Watch」、「ITmadiaねとらぼ」、「OnDeck」、「週刊アスキー」の各編集者が選考委員となった。2016年以降はメディア系の編集者が選考している。選考委員は「ジャンルの選定」と「エントリ―作品の選考」を担当している。
各ジャンル賞は、一般からの投票(1人1票)と、JEPA会員社の投票(1社10票)を合算した投票数で決定する。大賞はジャンル賞の中から、JEPA会員社の投票で授賞式の当日に選出している。

### デジタル・インフラ賞
電子出版市場で基盤としての大きな役割を果たした（それが期待される）インフラサービスに対する賞。主に電子書店、SNS、課金、購読システム、コミュニケーションなどが対象。

### スーパー・コンテンツ賞
その年に登場または話題になったよく売れた電子書籍作品およびそのパッケージ、アプリケーション。主に電子書籍単体、全集、コンテンツ関連企画、電子書籍アプリなどが対象。話題性やユニーク性、成功したもの、売れたものを重視する。

### エクセレント・サービス賞
電子出版市場で特定の機能を実現するサービスに対する賞。インフラ的なものでも、小規模なもの、特定の対象者のもの、一時的なものなどはこれに該当。ありとあらゆるサービスが対象。主にユニーク性や企画性を重視する。

### チャレンジ・マインド賞
新しい技術やサービスの試みに対する賞。まだ成功とは言えないが、先駆的で挑戦的な試みを対象とする。主に新規性や意欲を重視し、ある程度の規模を目指したもの。

### エキサイティング・ツール賞
規模の大小は問わず特定機能を実現するソフトウェア、ハードウェアまたはその組み合わせを対象とする。主に技術的な観点を重視する。技術的な高度さ、ユニークさ、シンプルさ、インターフェイスなど。

## 過去の受賞者

### 2024年度：第18回
- デジタル・インフラ賞　書店在庫情報プロジェクト （出版文化産業振興財団・版元ドットコム・カーリル）【大賞】
- スーパー・コンテンツ賞　子供の科学100周年 （誠文堂新光社）
- エクセレント・サービス賞 　コミックシーモア （NTTソルマーレ）
- チャレンジ・マインド賞 　　Mantra （Mantra）
- エキサイティング・ツール賞 　Thorium Reader 3.0 （オープンソース)
- 生成AI賞（新設ジャンル）　ChatGPT （OpenAI）
- 選考委員特別賞　新名 新  
  - 日本におけるEPUBの普及と定着、そして長期間にわたる出版物デジタル化への貢献に対して

### 2023年度：第17回
- デジタル・インフラ賞　Bingチャット（日本マイクロソフト）
- スーパー・コンテンツ賞　小学館世界J文学館（小学館）
- エクセレント・サービス賞 　コミチ+（コミチ）
- チャレンジ・マインド賞 　　YourEyes（スプリューム）【大賞】
- エキサイティング・ツール賞 　Adobe Firefly（アドビ）
- 選考委員特別賞　萩野正昭  
  - 30年間、日本のデジタル出版をけん引した強い意志に対して
- 選考委員特別賞　高見真也  
  - W3CでのEPUB仕様の更なる改良と日本語組版のプレゼンス向上に対して
- 選考委員特別賞　HON.jp News Blog  
  - 電子出版唯一のメディアとして、10年間の積極的な普及活動に対して

### 2022年度：第16回
- デジタル・インフラ賞　LibrariE（日本電子図書館サービス）
- スーパー・コンテンツ賞　MottoSokka！（ポプラ社）
- エクセレント・サービス賞　アクセシブルライブラリー（メディアドゥ）【大賞】
- チャレンジ・マインド賞　ジブリ作品の場面写真無償公開（スタジオジブリ）
- エキサイティング・ツール賞　World Maker（集英社）
- 選考委員特別賞　楽天KOBO　EPUB3 電子出版10周年を記念して
- 選考委員特別賞　井芹昌信（インプレス）  
  - インターネットの普及への貢献とデジタル出版の可能性の追求に対して

### 2021年度：第15回
- デジタル・インフラ賞　ビジョン2021-2025　 (国立国会図書館)　【大賞】
- スーパー・コンテンツ賞　会社四季報 業界地図デジタル　 (株式会社 東洋経済新報社)
- エクセレント・サービス賞 　ピッコマ　 (株式会社カカオピッコマ)
- チャレンジ・マインド賞 　　FanTop　 (株式会社メディアドゥ)
- エキサイティング・ツール賞 　NRエディター 　(株式会社ボイジャー)

### 2020年度：第14回
- デジタル・インフラ賞 　ジャパンサーチ　(デジタルアーカイブジャパン推進委員会・実務者検討委員会)　【大賞】
- スーパー・コンテンツ賞 　東洋文庫『流行性感冒』　(平凡社)
- エクセレント・サービス賞 　学芸大デジタル書架ギャラリー 　(東京学芸大学 附属図書館)
- チャレンジ・マインド賞 　電子復刻　(イースト)
- エキサイティング・ツール賞　 Bibi　(松島 智)
- 選考委員特別賞　JPRO・BooksPRO　(日本出版インフラセンター)

### 2019年度：第13回
- デジタル・インフラ賞 note ノート（ピースオブケイク） 【大賞】
- スーパー・コンテンツ賞 岩波新書eクラシックス100（岩波書店）
- エクセレント・サービス賞 MANGA Plus by SHUEISHA（集英社）
- チャレンジ・マインド賞 DiSEL（アソビモ）
- エキサイティング・ツール賞 EPUBpack (イースト)

### 2018年度：第12回
- デジタル・インフラ賞 NetGalley (出版デジタル機構)
- スーパー・コンテンツ賞 HON.jp News Blog (日本独立作家同盟)
- エクセレント・サービス賞 audiobook.jp (オトバンク) 【大賞】
- チャレンジ・マインド賞 アスパラ ブックス (イースト/インプレスR&D/マイクロコンテンツ)
- エキサイティング・ツール賞 Adobe Creative Cloud (アドビ システムズ)

### 2017年度：第11回
- デジタル・インフラ賞 TIMEMAP (一般社団法人タイムマップ)
- スーパー・コンテンツ賞 東洋経済オンライン (東洋経済新報社)
- エクセレント・サービス賞 図鑑.jp (山と渓谷社)
- チャレンジ・マインド賞 絵本ナビ (絵本ナビ) 【大賞】
- エキサイティング・ツール賞 ジャンプPAINT (集英社、メディバン)
- 特別功労賞 長谷川秀記 (元日本電子出版協会会長) 電子出版への貢献に対して

### 2016年度：第10回
- 30周年特別賞 天谷幹夫 (パピレス会長)
- 30周年特別賞 鈴木雄介 (イーブック イニシアティブ ジャパン名誉会長)
- 30周年特別賞 小林敏 (W3C「日本語組版の要件」編者)
- デジタル・インフラ賞 Maruzen eBook Library (丸善雄松堂)
- スーパー・コンテンツ賞 西尾維新デジタルプロジェクト (講談社)
- エクセレント・サービス賞 医書.jp (医書ジェーピー) 【大賞】
- チャレンジ・マインド賞 ターゲットの友 (旺文社)
- エキサイティング・ツール賞 Picassol (出版デジタル機構)

### 2015年度：第9回
- デジタル・インフラ賞 POD流通サービス (インプレスR&D)
- スーパー・コンテンツ賞 火花 (文藝春秋)
- エクセレント・サービス賞 ヤマタイム (山と渓谷社)
- チャレンジ・マインド賞 旅色など (ブランジスタ)
- エキサイティング・ツール賞 Vivliostyle (ビブリオスタイル) 【大賞】

### 2014年度：第8回
- デジタル・インフラ賞 dマガジン (NTTドコモ)
- スーパー・コンテンツ賞 少年ジャンプ＋ (集英社)
- エクセレント・サービス賞 たびのたね (JTBパブリッシング) 【大賞】
- チャレンジ・マインド賞 絶版マンガ図書館 (Jコミ＋赤松健)
- エキサイティング・ツール賞 青空文庫POD (インプレスR&D)
- 選考委員特別賞 EPUBビュアー技術の開拓に対して BiB/i (松島智)
- 選考委員特別賞 デジタル資料のビジネス連携に対して 近代デジタルライブラリー (国立国会図書館)

### 2013年度：第7回
- デジタル・インフラ賞 Amazon KDP (アマゾンジャパン)
- スーパー・コンテンツ賞 Dモーニング (講談社)
- エクセレント・サービス賞 デジ本(デジポン) (三省堂書店、BookLive)
- チャレンジ・マインド賞 デジタルペーパー  (ソニー)
- エキサイティング・ツール賞 でんでんコンバーター (高瀬拓史)【大賞】
- 選考委員特別賞 セルフパブリシングの普及に対して 藤井太洋
- 選考委員特別賞 長年にわたる電子出版の普及に対して 青空文庫

### 2012年度：第6回
- ベスト・ショップ賞 Kindleストア (アマゾンジャパン)【大賞】
- ユニーク・ショップ賞 有斐閣YDC1000 (有斐閣)
- オンライン・サービス賞 auスマートパス「大辞林」 (三省堂、イースト)
- ベンチャー・マインド賞 Pottermore (Pottermore Ltd.)
- デジタル・インフラ賞 Kinoppy (紀伊國屋書店)
- クリエーティブ・ツール賞 FUSEe (フューズネットワーク)
- アドバンス・デバイス賞 iPad mini (Apple)
- フロンティア特別賞 楽天Kobo (楽天)

### 2011年度：第5回
- ネットワーク・コンテンツ賞 EPUB電子雑誌OnDeck (インプレスR&D)【大賞】
- ベスト・ショップ賞 BookWeb Plus (紀伊國屋書店)
- オンライン・サービス賞 iBookstore (Apple)
- ベンチャー・マインド賞 e読書ラボ (国立情報学研究所)
- デジタル・インフラ賞 電子書籍交換フォーマット標準化プロジェクト (電子書籍交換フォーマット標準化会議)
- アドバンスト・デバイス賞 Kindle Fire (Amazon)
- ロングセラー賞 電子書籍販売サイト「eBookJapan」 (イーブックイニシアティブジャパン)
- 個人特別表彰 前田完治 日本電子出版協会 設立メンバー、初代会長
- 個人特別表彰 村田真 EPUB日本語拡張仕様策定 技術責任者

### 2010年度：第4回
- ネットワーク・コンテンツ賞 Yahoo!百科辞典 (Yahoo・小学館)
- オンライン・サービス賞 理想書店 (ボイジャー)
- ベンチャー・マインド賞 パブー (paperboy&co)
- デジタル・インフラ賞 MCBook (モリサワ)
- アドバンスト・デバイス賞 iPad (Apple)
- ロングセラー賞 電子書店パピレス (パピレス)【大賞】

### 2009年度：第3回
- ネットワーク・コンテンツ賞 MAGASTORE (電通)
- オンライン・サービス賞 自動車アーカイブCGAS (二玄社)
- ベンチャー・マインド賞 iPhone大辞林 (物書堂＋三省堂)【大賞】
- デジタル・インフラ賞 ブック検索 (Google)
- アドバンスト・デバイス賞 Amazon Kindle International版 (Amazon)
- ロングセラー賞 今日の診療 (医学書院)

### 2008年度：第2回
- ネットワーク・コンテンツ賞 digital CAR GRAPHIC (二玄社)
- パッケージ・コンテンツ賞 旅の指さし会話帳シリーズ (エビデンス・ジャパン)
- オンライン・サービス賞 図書館向け学術書配信サービス「OCLC NetLibrary」 (OCLC/紀伊國屋書店)
- ベンチャー・マインド賞 知識探索サイト「JapanKnowledge」 (ネットアドバンス)【大賞】
- デジタル・インフラ賞 電子書籍ビュアー「T-Time」 (ボイジャー)
- アドバンスト・デバイス賞 Amazon Kindle (米国Amazon)
- ロングセラー賞 現代用語基礎知識CD-ROM (自由国民社)

### 2007年度：第1回
- ユニーク・コンテンツ賞 看護医学電子辞書 (医学書院)【大賞】
- エキサイト・コンテンツ賞 オーディオブック 『聞く教科書』シリーズ  (三省堂)
- オリジナル・サービス賞 書評空間 (紀伊國屋書店)
- デジタル・インフラ賞 デジタル雑誌 (富士山マガジン)
- ベンチャー・マインド賞 オーディオ・ブック (ことのは出版)
- ベスト・アイデア賞 重要判例検索サービスVpass (有斐閣)
- サーチ・テクノロジー賞 なか見検索 (Amazon)
- アドバンス・デバイス賞 Nintendo DS (任天堂)
- ロングセラー賞 広辞苑CD-ROM (岩波書店)